# 211工程
211工程（にいちいちこうてい、英語: Project 211）は中華人民共和国教育部が1995年に定めたもので、21世紀に向けて中国の100の大学に重点的に投資していくとしたもの。これら大学は「211工程重点大学」あるいは「211重点大学」と呼ばれ、それまでの「国家重点大学」という言葉に取って替わった。
2009年1月、普通大学が109校、軍学校が3校、合計112校があった。
2019年11月28日、211工程は985工程とともに双一流に統合されると教育部の説明があった。

## 校名一覧
地方別に配列した校名一覧。
| 省区名 | 数目 | 院校名称                    | 院校名称            | 院校名称                    | 院校名称            |
| ------ | ---- | --------------------------- | ------------------- | --------------------------- | ------------------- |
| 北京   | 23+3 | 北京大学                    | 清華大学            | 中国人民大学                | 北京師範大学        |
| 北京   | 23+3 | 北京航空航天大学            | 中国農業大学        | 北京理工大学                | 中央民族大学        |
| 北京   | 23+3 | 北京交通大学                | 北京工業大学        | 北京科技大学                | 北京化工大学        |
| 北京   | 23+3 | 北京郵電大学                | 北京林業大学        | 北京中医薬大学              | 北京外国語大学      |
| 北京   | 23+3 | 中国伝媒大学                | 対外経済貿易大学    | 中央音楽学院                | 中国地質大学 (北京) |
| 北京   | 23+3 | 中国政法大学                | 中国石油大学 (北京) | 華北電力大学                | 中央財経大学        |
| 北京   | 23+3 | 北京体育大学                | 中国鉱業大学 (北京) |                             |                     |
| 天津   | 3    | 南開大学                    | 天津大学            | 天津医科大学                |                     |
| 河北   | 1+1  | 河北工業大学                | 華北電力大学 (保定) |                             |                     |
| 山西   | 1    | 太原理工大学                |                     |                             |                     |
| 内蒙古 | 1    | 内モンゴル大学              |                     |                             |                     |
| 遼寧   | 4    | 東北大学                    | 大連理工大学        | 遼寧大学                    | 大連海事大学        |
| 吉林   | 3    | 吉林大学                    | 東北師範大学        | 延辺大学                    |                     |
| 黒竜江 | 4    | ハルビン工業大学            | 東北林業大学        | ハルビン工程大学            | 東北農業大学        |
| 上海   | 10   | 上海交通大学                | 復旦大学            | 同済大学                    |                     |
| 上海   | 10   | 海軍軍医大学 (第二軍医大学) | 上海大学            | 東華大学                    | 華東師範大学        |
| 上海   | 10   | 上海外国語大学              | 上海財経大学        | 華東理工大学                |                     |
| 江蘇   | 11   | 南京大学                    | 東南大学            | 南京航空航天大学            | 南京理工大学        |
| 江蘇   | 11   | 河海大学                    | 南京農業大学        | 中国薬科大学                | 南京師範大学        |
| 江蘇   | 11   | 江南大学                    | 中国鉱業大学        | 蘇州大学                    |                     |
| 浙江   | 1    | 浙江大学                    |                     |                             |                     |
| 安徽   | 3    | 中国科学技術大学            | 安徽大学            | 合肥工業大学                |                     |
| 福建   | 2    | 福州大学                    | 廈門大学            |                             |                     |
| 江西   | 1    | 南昌大学                    |                     |                             |                     |
| 山東   | 3    | 山東大学                    | 中国海洋大学        | 中国石油大学 (華東)         |                     |
| 河南   | 1    | 鄭州大学                    |                     |                             |                     |
| 湖北   | 7    | 武漢大学                    | 華中科技大学        | 武漢理工大学                | 中国地質大学 (武漢) |
| 湖北   | 7    | 中南財経政法大学            | 華中師範大学        | 華中農業大学                |                     |
| 湖南   | 4    | 湖南大学                    | 中南大学            | 国防科技大学                | 湖南師範大学        |
| 広東   | 4    | 中山大学                    | 華南理工大学        | 曁南大学                    | 華南師範大学        |
| 広西   | 1    | 広西大学                    |                     |                             |                     |
| 海南   | 1    | 海南大学                    |                     |                             |                     |
| 重慶   | 2    | 重慶大学                    | 西南大学            |                             |                     |
| 四川   | 5    | 四川大学                    | 電子科技大学        | 西南交通大学                | 西南財経大学        |
| 四川   | 5    | 四川農業大学                |                     |                             |                     |
| 貴州   | 1    | 貴州大学                    |                     |                             |                     |
| 雲南   | 1    | 雲南大学                    |                     |                             |                     |
| 西蔵   | 1    | チベット大学 (西蔵大学)     |                     |                             |                     |
| 陝西   | 8    | 西北工業大学                | 西安交通大学        | 空軍軍医大学 (第四軍医大学) | 西北大学            |
| 陝西   | 8    | 西安電子科技大学            | 長安大学            | 西北農林科技大学            | 陝西師範大学        |
| 甘粛   | 1    | 蘭州大学                    |                     |                             |                     |
| 青海   | 1    | 青海大学                    |                     |                             |                     |
| 寧夏   | 1    | 寧夏大学                    |                     |                             |                     |
| 新疆   | 2    | 新疆大学                    | 石河子大学          |                             |                     |